# The Opportunities Party
The Opportunities Party (TOP) är ett mittenorienterat politiskt parti i Nya Zeeland. grundat 2016 av ekonomen och filantropen Gareth Morgan. Partiet fokuserar bland annat på basinkomst (för att trygga människors grundtrygghet), bostäder med rimliga priser och hyror, småföretag och klimatpolitik. Partiet trycker också på att politiken måste vara evidensbaserad.
I parlamentsvalet 2017 fick partiet 2.4 procent av rösterna och hamnade därmed utanför Representanthuset.

## Partiledare
| # | Namn          |  | Tillträdde      | Avgick           |
| - | ------------- |  | --------------- | ---------------- |
| 1 | Gareth Morgan |  | 4 november 2016 | 14 december 2017 |
| 2 | Geoff Simmons |  | 18 augusti 2018 | 3 november 2020  |
| 3 | Shai Navot    |  | 3 november 2020 | 27 januari 2022  |
| 4 | Raf Manji     |  | 27 januari 2022 |                  |